# Městská občina Maribor
Městská občina Maribor je jednou z 11 městských občin ve Slovinsku. Nachází se v Podrávském regionu na území historického Dolního Štýrska. Občinu tvoří 33 sídel, její rozloha je 147,5 km² a k 1. lednu 2017 zde žilo 111 079 obyvatel. Správním střediskem občiny je město Maribor.

## Členění občiny
Občina se dělí na sídla: Bresternica, Brezje, Celestrina, Dogoše, Gaj nad Mariborom, Grušova, Hrastje, Hrenca, Jelovec, Kamnica, Košaki, Laznica, Limbuš, Malečnik, Maribor, Meljski Hrib, Metava, Nebova, Pekel, Pekre, Počehova, Razvanje, Ribniško selo, Rošpoh - del, Ruperče, Srednje, Šober, Trčova, Vinarje, Vodole, Vrhov Dol, Za Kalvarijo, Zgornji Slemen - del, Zrkovci.